# Navire-citerne
Pour les articles homonymes, voir citerne (homonymie).
Un navire-citerne (en anglais : tanker) est un type de navire de charge utilisé pour le transport de liquides en vrac, dans de grandes citernes ou cuves.
Les principaux types de navires citernes transportent du pétrole, des produits chimiques ou encore du gaz. Ils peuvent aussi transporter de l'huile, du vin ou encore du sucre liquide.

## Description
Les navires citernes peuvent aller de quelques centaines de tonnes pour les navires desservant de petits ports et installations côtières à des centaines de milliers de tonnes pour les navires longues distances. Au-delà des océans et mers, des navires citernes opèrent sur les rivières et fleuves avec une capacité de quelques dizaines de tonnes. Une grande variété de produits sont transportés par ces "tankers" (terme anglais):
- Les hydrocarbures comme le pétrole, le Gaz de pétrole liquéfié (GPL), le Gaz naturel liquéfié (GNL) [2],[1]
- Les produits chimiques comme l'ammoniac ou le chlore[3]

- L'eau douce
- Le vin
- Le jus de citron

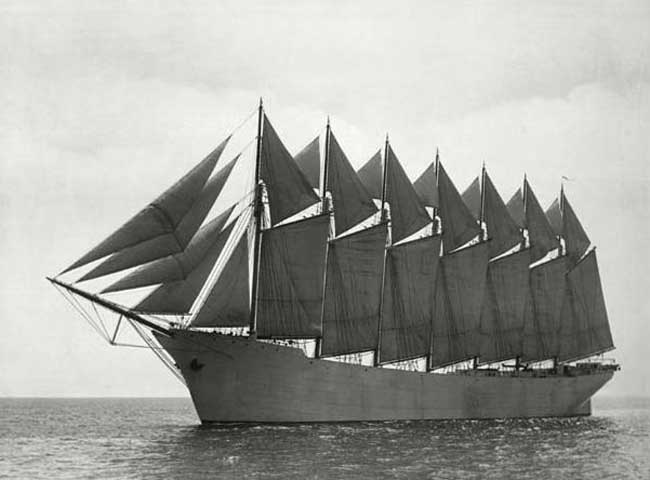
Thomas W. Lawson (1902)

Le Thomas W. Lawson (1902) converti en 1906 est le premier navire-citerne du monde.
Le tanker est un concept relativement nouveau datant des dernières années du XIXe siècle. Avant cela, la technologie ne permettait pas de transporter des liquides en vrac. Le marché n'était également pas orienté vers le transport en vrac. De nombreux navires transportaient une large variété de produits et tous étaient donc conditionné. Les liquides étaient chargés dans des tonneaux le plus souvent d'où le terme tonnage qui provient du volume de tonneaux transporté. Même l'eau douce, vitale à la survie des matelots était stockée dans ces tonneaux. Le transport de liquide en vrac a posé de nombreux problèmes techniques:
- La cale: Sur les bateaux en bois, la cale n'était pas suffisamment étanche à l'eau, à l'huile ou à l'air pour empêcher les liquides de fuiter ou de se perdre. le développement du métal et de l'acier pour construire des cales ont résolu ce souci.
- Chargement et déchargement: Les vrac liquides doivent être pompés. Le développement de pompes efficaces et d'une tuyauterie était vital au développement des navires citernes. Des installations portuaires ont également été nécessaires, de même qu'un marché destiné à recevoir ces produits. Les tonneaux pouvaient être déchargés à l'aide d'une grue ordinaire. De plus, les tonneaux ayant un volume faible, la quantité permet de s'adapter au marché.
- Stabilité: Une grande quantité de liquide à bord d'un navire affecte sa stabilité, particulièrement lorsque le liquide se déplace à l'intérieur de la cale en réponse au mouvement du bateau. L'effet était négligeable dans des tonneaux mais peut provoquer un chavirement si la citerne est égale à la largeur du navire. Ce problème a été résolu par la division en différents compartiments[4].

Les navires citernes ont été utilisés au départ par l'industrie pétrolière pour acheminer le pétrole raffiné aux consommateurs. Ils sont alors transférés dans de larges réservoirs sur la côte puis divisés pour être livrés dans de multiples lieux. L'utilisation des tankers était moins coûteuse que le transport en fûts, en barils, puis le stockage dans des entrepôts. La brasserie Guinness a elle aussi utilisé des navires citernes pour transporter leur stout à travers la mer d'Irlande.
Des produits spéciaux requièrent des transports différents, ce qui a mené à la spécialisation des navires comme les chimiquiers, les pétroliers, les gaziers développé pour prendre en charge respectivement des produits chimiques dangereux, du pétrole et du gaz naturel liquéfié (GNL). Ces variantes sont capables de transporter    un seul et unique produit ou bien des chargements mixtes  comme différents produits chimiques ou pétroles raffinés.
Parmi les pétroliers, on distingue les supertankers conçus pour transporter le pétrole en passant par la corne d'Afrique ou bien le Moyen Orient. Le Supertanker Seawise Giant, déconstruit en 2010 était long de 458 mètres et 69 mètres de large. Ces navires géants sont l'une des trois méthodes préférées par les grandes entreprises pétrolières pour transporter leurs produits avec les réseaux de pipelines et ferroviaires.
Malgré une régulation très stricte, les tankers sont impliqués dans de nombreuses catastrophes environnementales résultant de marée noire: Amoco Cadiz, Braer, Erika, Exxon Valdez, Prestige et Torrey Canyon en sont quelques exemples.

## Les acteurs Majeurs

### Les chantiers navals
Les navires citernes sont construits et assemblés dans les chantiers navals. Les plus grands tankers au monde ayant jamais été construits (Knock Nevis(3), Pierre Guillaumat, Prairial, Batillus, Bellamya) permettaient de transporter plus de 550 000 tpl. Plusieurs d'entre eux ont été construits sur les Chantiers de l’Atlantique (ce n'est pas le cas du Knock Nevis).
Naviguant sous pavillon belge, les navires Europe et Oceania (Euronav) sont actuellement les plus grands pétroliers en service au monde avec plus de 440 000 tpl.

### Les armateurs
Les armateurs sont les propriétaires des navires. Ils arment le bateau, c'est-à-dire qu'ils mettent à disposition un équipage, fournissent le matériel, le ravitaillement, tout ce qui est nécessaire à l'expédition maritime.
leurs revenus proviennent de la location des navires à l’affréteur.

### Les affréteurs
Les affréteurs sont pour la plupart des grandes compagnies pétrolières et gazières privées dites « majors » et d’autres compagnie étatiques ou indépendantes. Ce sont des opérateurs pouvant affréter des navires citernes sur toute route maritime. La majorité des sociétés sont à la fois armateurs et affréteurs de navire citerne.

### Les sociétés de classification
Les sociétés de classification comme Lloyd’s Register, Bureau Veritas, China Classification Society ou encore American Bureau of Shipping, travaillent en relation avec les armateurs et les assureurs. Leur tâche consiste à inspecter et à certifier l’aptitude des navires à prendre la mer. Ces sociétés classifient les navires selon certains critères (ex : construction, coque, etc.), délivrent des certificats pour l’assurance et publient des registres.

### Les sociétés deship management[9]
Elles supervisent pour le compte de tiers la gestion de navires ou de flottes, en phase de construction (ex : supervision technique) ou d’exploitation (ex : services, logistique, équipages).

### Les assureurs
Les assureurs se divisent en deux groupes :
- les assureurs « corps du navire citerne » assurent le navire ;
- les Protecting and Indemnity Clubs assurent la responsabilité civile pour pollution du transporteur.

### Les courtiers d’affrètements
Les courtiers sont chargés par les armateurs de leur trouver des affréteurs sur le marché des matières premières. La plupart de ces contrats sont conclus à New York ou à Londres.

## Les types de navires citernes
| Nom         | Description | Illustration                     |
| ----------- | --- | -------------------------------- |
| Pétroliers  | Navires citernes transportant du pétrole ; les transporteurs de pétrole brut sont les plus grands, dépassant 100 000 tonnes et atteignant de grandes dimensions ; les transporteurs de produits raffinés sont plus petits. Certains pétroliers sont convertis en FPSO ou en FSO. Plus de 3 500 pétroliers sont en opération actuellement, pour un port en lourd total de 383 millions de tonnes ; ils forment 36,7 % du tonnage de commerce, la plus grande proportion. | Le supertanker AbQaiQ            |
| Chimiquiers | Pouvant transporter une grande variété de produits, ils disposent de nombreuses citernes et de tuyautages séparés, ainsi que de systèmes de chauffage. Ils sont soumis à des normes de sécurité drastiques. Leurs cuves sont faites en acier inoxydable. Il existe les pétroliers / chimiquiers (transportant des dérivés du pétrole), les chimiquiers parcellaires (transportant différentes cargaisons dans de nombreuses petites cuves) et les chimiquiers spécialisés comme les phosphoriquiers ou les soufriers. Environ 1 700 chimiquiers sont en opération actuellement, pour un port en lourd total de 8,8 millions de tonnes, soit 0,8 % du tonnage mondial. | Le Fiona Swan à Lorient          |
| Gaziers     | Ces navires transportent soit du gaz naturel (les méthaniers), soit du gaz de pétrole liquéfié (GPL), à basse température (−160 °C) ou à haute pression, dans des citernes spécialement conçues. Ils représentent la quintessence de l'ingénierie maritime au vu de leur complexité. Environ 150 navires sont en opération, pour un port en lourd total de 26,9 millions de tonnes, soit 2,6 % du tonnage mondial de commerce. | Le méthanier LNG Rivers à Brest. |
| Asphaltiers | Un asphaltier également nommé Bitumier, est un chimiquier destiné au transport exclusif d'asphalte ou de bitume. Celui-ci est transporté dans des cuves chauffées entre 180 et 250 °C afin de le maintenir à l'état liquide visqueux. Il est transporté dans des citernes indépendantes de la coque construites avec des aciers spéciaux capables de conserver leur élasticité lors de la dilatation des métaux induite par ces fortes températures. Les seuls matières transportés dans ces conditions particulières hormis l'Asphalte et le Bitume sont la Créosote de Bois, le Goudron, le Goudron de Houille et ses distillats.                                   | Le Lagan, à Belfast              |

On trouve encore d'autres navires-citernes spécialisés dans d'autres produits comme les huiliers, les pinardiers pour le vin, etc., totalisant un port en lourd de 1,2 million de tonnes (0,1 % du tonnage mondial).

## Capacité
Article connexe : Taille des navires.
Les navires citernes utilisés pour transporter des combustibles liquides sont classifiés en fonction de leurs capacités.
En 1954, Shell a développé le système d'évaluation average freight rate assessment (AFRA)  qui classifie les tankers en fonction de leurs tailles. Au début, ils ont divisé ceux-ci en trois catégories: Les multi-usages pour les navires citernes de moins de 25 000 tonnes ; Les navires à portée moyenne entre 25 000 et 40 000 tonnes et les longue portée au-dessus de 45 000.
Cette liste est restée la même jusqu'aux années 1970 où la taille des navires a augmenté, obligeant une extension du système d'évaluation où les tonnes deviennent des tonnes de port en lourd (TPL):
- - Les Jumbo de 5 000 tonnes des années 1950 ;
  - les Panamax jusqu'à 79 000 tonnes, dans les années 1960 ;
  - les Aframax entre 80 000 et 120 000 tonnes ;
  - les Suezmax de 150 000 tonnes ;
  - les Malaccamax de 300 000 tonnes de port en lourd[13] ;
  - les VLCC pour Very Large Crude Carriers, à partir de 200 000 tonnes, dès la fin des années 1960 ;
  - les ULCC pour Ultra Large Crude Carriers, au-dessus de 300 000 tonnes, dans les années 1970. Les plus gros (550 000 tonnes de port en lourd) sont aussi les plus grandes structures mobiles construites par l'homme[14].

## Statistiques
|             | 2016    | 2017    | 2018    | Variation en pourcentage, 2017-2018 |
| Pétroliers  | 505 736 | 534 855 | 561 079 | + 4,74                              |
| Gaziers     | 54 530  | 59 819  | 64 317  | + 7,19                              |
| Chimiquiers | 41 295  | 43 225  | 44 597  | + 4,07                              |

Pour des raisons techniques, il est temporairement impossible d'afficher le graphique qui aurait dû être présenté ici.

## Risques
Sept risques principaux peuvent affecter les navires citernes :
- les conditions maritimes (chavirage, accident d’équipage, etc.) qui touchent tous les navires
- la collision ou l’échouement qui peuvent couler/ endommager tous types de bateaux
- le feu ou l’explosion, risque accru des navires citernes transportant des produits explosifs / inflammable
- les fissures de coque ou les déformations des citernes
- le risque de pollution en opérations de chargement ou de déchargement
- la piraterie
- les tensions internationales[10]

### Les marées noires
Les marées noires sont générées par le déversement généralement accidentel dans le milieu marin du contenu d’un pétrolier ou d’une installation de production à la suite d’un accident. Avec des conséquences très néfastes d'un point de vue écologique (et économique), elles jalonnent l'histoire du transport maritime d'hydrocarbures. Citons parmi elles : 
- le Torrey Canyon dans les eaux britanniques en 1967 (119 000 tonnes déversées sur les côtes britanniques et françaises)
- l'Amoco Cadiz dans les eaux françaises en 1978 (223 000 tonnes déversées)
- l'Atlantic Empress au large de Trinité-et-Tobago en 1979 (la collision avec un autre navire est responsable de 287 000 tonnes déversées, ce qui en fait la plus grosse marée noire causée par des navires)
- l'Exxon Valdez dans les eaux américaines en 1989 (37 000 tonnes déversées)
- l'Erika dans les eaux françaises en 1999 (près de 18 000 tonnes déversées)
- le Prestige dans les eaux espagnoles en 2002 (63 000 tonnes déversées)

Selon l’ITOPF (International Tanker Owners Pollution Federation), le nombre de grosses marées noires (plus de 700 tonnes déversées dans la mer) impliquant des navires pétroliers a été divisé par plus de 7 entre les années 1970 (24,5 marées noires de cette ampleur par an en moyenne) et les années 2000 (3,2 par an en moyenne). Entre 2010 et 2018, 17 marées noires dans le monde provoquées par des navires pétroliers ont entraîné le déversement de plus de 700 tonnes de pétrole dans la mer(2).
En pratique, ces événements très médiatisés car spectaculaires ne sont globalement pas aussi fréquents que les déballastages.

### Les dégazages et les déballastages
Le terme « dégazage » est souvent utilisé, à tort, pour évoquer la pratique du déballastage. En réalité ces deux termes ont une signification différente :
- le dégazage désigne la ventilation et l'évacuation des gaz produits par les hydrocarbures dans les citernes d'un navire: ces gaz nocifs doivent être éliminés pour permettre aux hommes de pénétrer dans les citernes
- le déballastage désigne quant à lui le déchargement des eaux de lestage du navire, des résidus de cargaison liquide et des résidus de fonctionnement

Ces deux pratiques sont réglementées et doivent se dérouler dans les installations portuaires. Elles sont cependant souvent assimilées au déversement de polluants en mer. Afin de ne pas en payer le coût, certains navires vident en effet le contenu de leurs citernes et de leurs cuves directement dans les mers et les océans.

### La piraterie
Depuis déjà plusieurs années, les actes de piraterie à l’encontre de pétroliers, se multiplient dans le détroit de Malacca mais aussi dans le golfe d’Aden, deux routes majeures pour le transport du pétrole. Ces zones à risques sont sous haute surveillance des forces militaires.
En 2019, les tensions autour du détroit d'Ormuz ont à nouveau mis en exergue les enjeux associés à la liberté de circulation des navires pétroliers.

### Les tensions internationales
Les énergies fossiles comme le pétrole et le gaz, principales marchandises transportées par navires citernes sont au cœur de fortes tensions au moyen orient, notamment dans le détroit d’Ormuz, golfe d’Aden, golfe Persique et le golfe d’Oman.
Un évènement qui placé les navires citernes au centre de l’attention a été l’attaque du pétrolier Front Altair, un Aframax de 111 000 tonnes du groupe norvégien Frontline et du Kokuka Courageaous un méthanier japonais de 27 000 tonnes de la compagnie BSM Ship Management (Singapour) en juin 2019.
Selon l’Irna, les deux incidents ont eu lieu à une heure d’intervalle, à 25 milles nautiques et 28 milles nautiques de Bandar-é Jask.

## Galerie

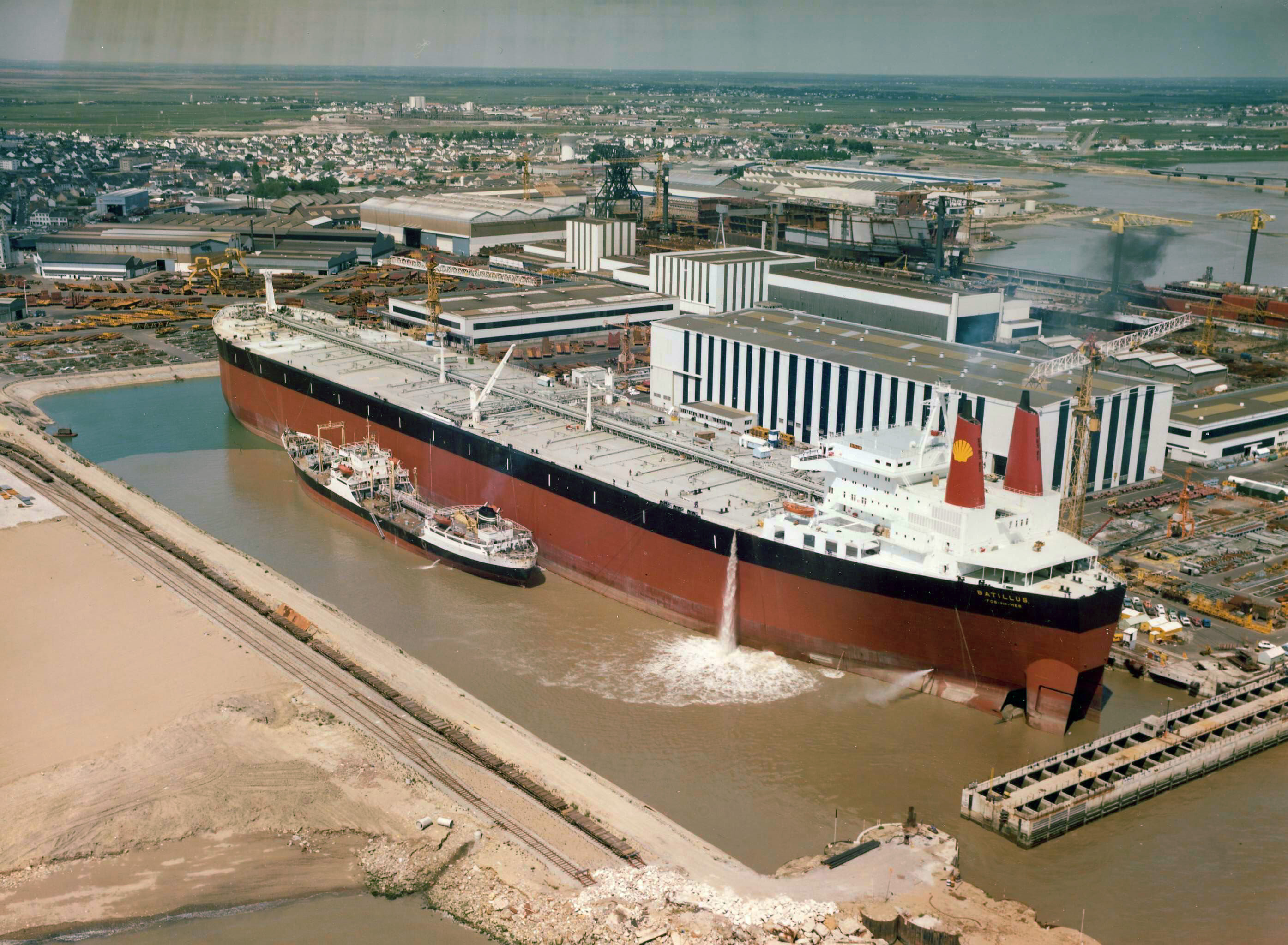
Le superpétrolier Batillus
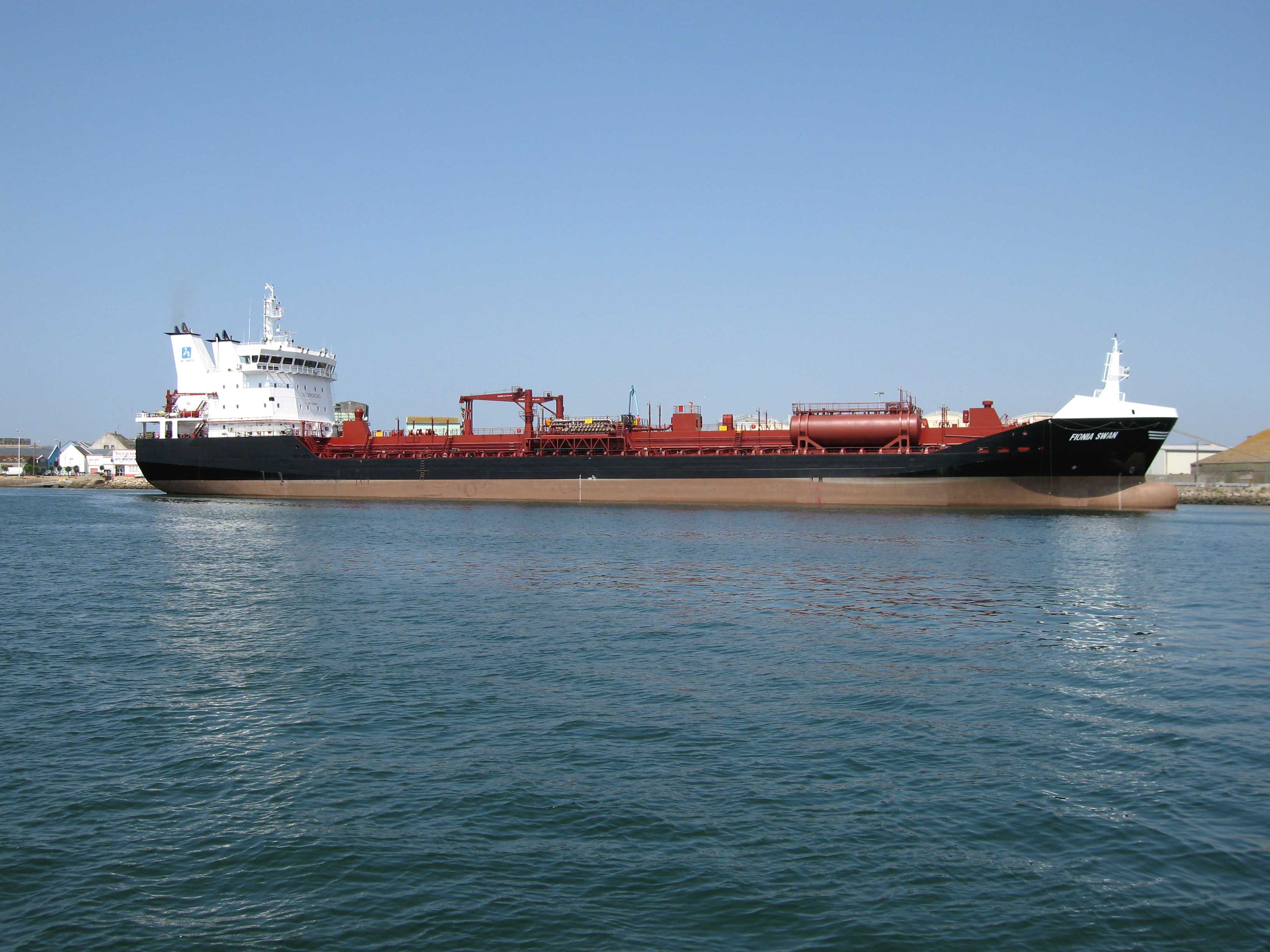
Le chimiquier Fiona Swan
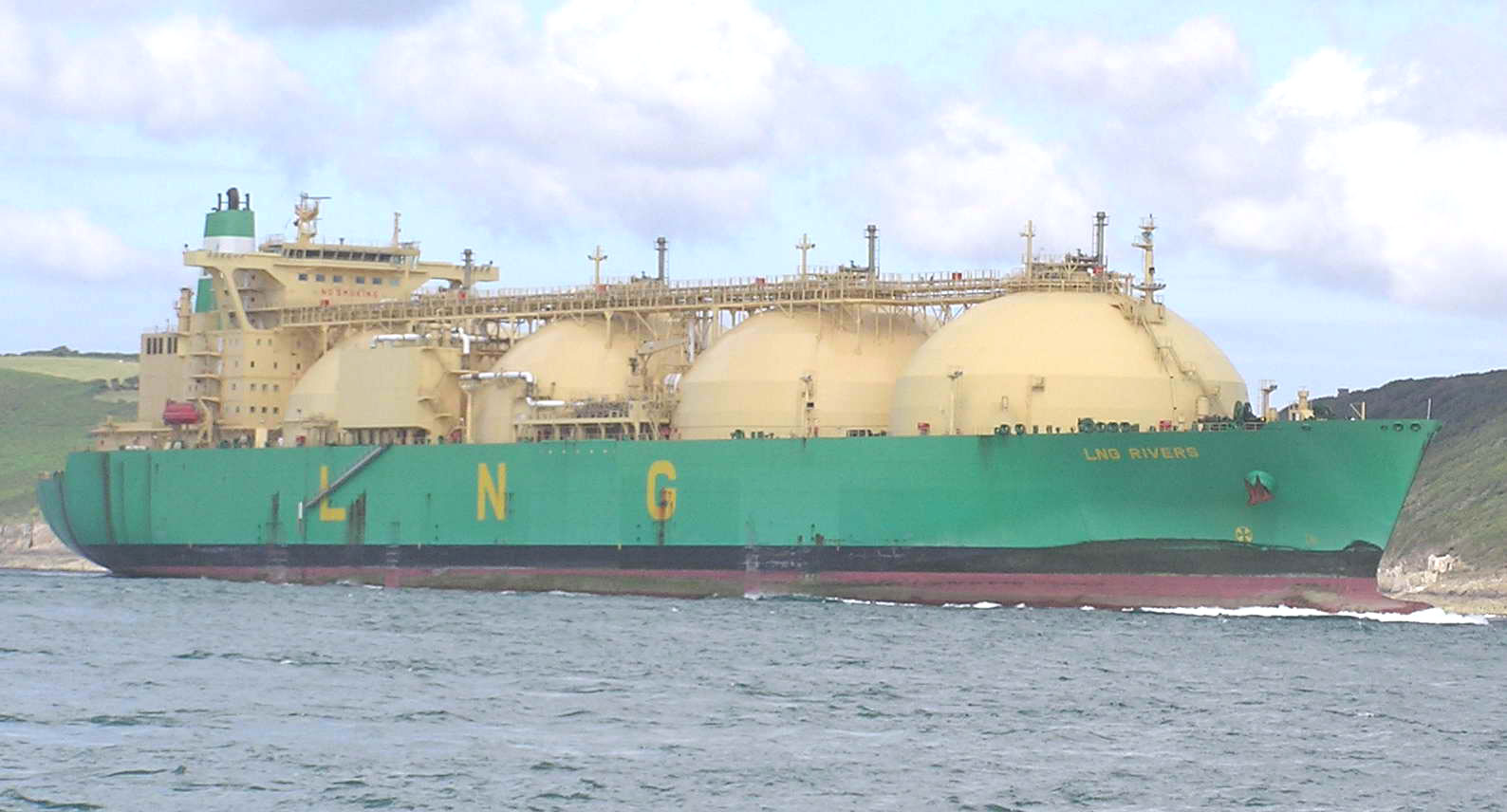
Le méthanier LNG Rivers